# Pergain-Taillac
Pergain-Taillac è un comune francese di 330 abitanti situato nel dipartimento del Gers nella regione dell'Occitania.

## Società

### Evoluzione demografica
Abitanti censiti